# Edward Romanowski
Edward Romanowski (* 30. Juli 1944 in Warschau; † 11. November 2007) war ein polnischer Sprinter.
1966 schied er bei den Europameisterschaften in Budapest über 200 Meter im Vorlauf aus, und 1967 gewann er bei den Europäischen Hallenspielen in Prag Silber in der 4-mal-300-Meter-Staffel.
Bei den Olympischen Spielen 1968 in Mexiko-Stadt wurde er Achter in der 4-mal-100-Meter-Staffel und erreichte über 200 Meter das Halbfinale.
1969 siegte er bei den Europäischen Hallenspielen in Belgrad in der gemischten Staffel und wurde bei den Europameisterschaften in Athen Vierter in der 4-mal-100-Meter-Staffel.
1968 wurde er Polnischer Meister über 200 Meter.

## Persönliche Bestzeiten
- 100 m: 10,3 s, 24. Mai 1964, Jena
- 200 m: 20,80 s, 16. Oktober 1968, Mexiko-Stadt